# ヴィンス・ロンバルディ

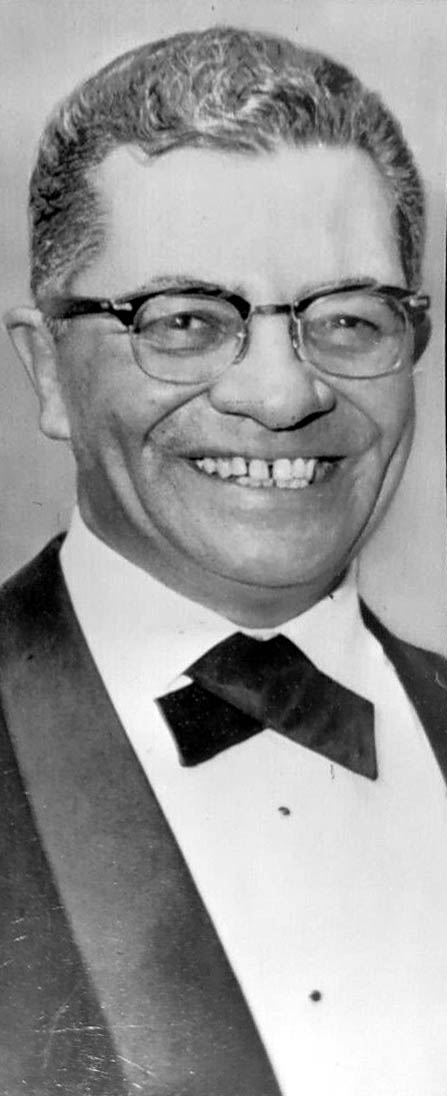
Vince Lombardi (1964)

ヴィンセント・トマス・ロンバルディ（Vincent Thomas Lombardi、1913年6月11日 – 1970年9月3日）は、アメリカ合衆国ニューヨーク州ニューヨーク出身のアメリカンフットボールコーチ。1959年から1967年の9シーズンに渡りNFL グリーンベイ・パッカーズのヘッドコーチを、1969年シーズンにワシントン・レッドスキンズのヘッドコーチを務めた。ヘッドコーチとして通算で105勝35敗6分け、勝率.750（NFLの方針で引き分けは無視）という成績を収め、負け越したことはなかった。彼がパッカーズを率いたポストシーズンでの通算成績は9勝1敗で、その間に5度のリーグチャンピオンシップ優勝を成し遂げ、そして第1回および第2回スーパーボウルを連覇した。ロンバルディの人気は当時リチャード・ニクソンが1968年の大統領選挙においてロンバルディを副大統領候補にしようと思ったといわれたほど高かった。

## 生い立ち
ヴィンス・ロンバルディは、ナポリ生まれで食肉業者の父ヘンリー・ロンバルディと理髪店の娘でブルックリン生まれの母マチルダ・イッツォとの間に生まれた。ヴィンスは南ブルックリンのシープスヘッドベイ地域で育ち8年間パブリックスクールに通った。
1928年、15歳の時、ロンバルディはカトリック教会神父になるためイマキュレットコンセプション・カセドラルカレッジに入学した。2年後、この進路に進むことを止め、サン・フランシス・プレパラトリースクールに転校した。そこで彼はアメリカンフットボールチームで活躍し、野球も行い、Omega Gamma Delta Fraternity（オメガ・ガンマ・デルタ友愛会）の創立会員になった。ロンバルディは彼の生涯を通して敬虔なカトリック教徒だった。
1933年、ロンバルディはブロンクス区にあるフォーダム大学で新任のヘッドコーチジム・クロウリーのもとでプレイするため、フットボール奨学金を得た。クロウリーは1920年代のノートルダム大学のフォー・ホースメンの一人だった。ロンバルディの体格は身長172.7センチ（5フィート8インチ）体重83.8キログラム（185ポンド）で、フォーダム大学が25連勝を上げる立役者となった、「Seven Blocks of Granite」（花崗岩の七個の塊）として知られるようになる強力なフロントラインの中では小柄なガードだった。後にノートルダム大学のヘッドコーチになるフランク・リーイがロンバルディのポジションコーチだった。大学ではロンバルディは優秀な学生で1937年にビジネスの学士号を取得し、優等で卒業した。

## コーチングキャリア

### ハイスクール
2年間金融会社に勤めた後、1939年にロンバルディはニュージャージー州イングルウッドにある聖セシリア・カトリックハイスクールのアシスタントコーチ職を引き受けた。チームのヘッドコーチはフォーダム大学時代の元チームメイトでQBだった“ハンディ”・アンディ・パラウだった。この時ロンバルディは26歳でラテン語、科学、および物理も教え、ハイスクールでの年収は1,800ドルに満たなかった。ロンバルディとパラウはハイスクールから道路をはさんだ向かいの下宿屋でルームシェアして住んだ。家賃は週額1.5ドルだった。
1940年、ロンバルディはフォーダム大学のチームメイト、ジム・ロウラーの従姉妹だったマリー・プラニッツと結婚した。1942年アンディ・パラウはフォーダム大学へ行き、ロンバルディは聖セシリアのヘッドコーチとなった。ロンバルディは8年間聖セシリアのコーチを務め（そのうち5年間はヘッドコーチ）、1947年にフォーダム大学のフットボールおよびバスケットボールの新入生チームのコーチに、翌1948年にはフォーダム大学代表チームのアシスタントコーチになった。

### ウェストポイント
1948年シーズン、ロンバルディはウェストポイントにある陸軍士官学校のアシスタントコーチも引き受けるようになった。ここでの経験が彼の後のコーチングスタイルに大きな影響を及ぼすことになった。ロンバルディはヘッドコーチアール・ブライクのもとでオフェンシブラインコーチを務めた。ブライクの実行力を重視したスタイルは後のロンバルディの率いたNFLチームの特徴になった。ロンバルディはウェストポイントで5シーズンコーチを務め様々な結果を残した。1949年、1950年、および1953年は成功したが、1951年と1952年シーズンはうまくいかなかった。これは1951年の士官候補生カンニング事件がフットボールチームのタレントをひどく疲弊させた結果によるものだった。陸軍での5シーズンののち、ロンバルディはNFLニューヨーク・ジャイアンツのアシスタントコーチに就任した。

### NFLへ
ロンバルディのプロフットボールコーチとしてのキャリアは41歳になった1954年シーズンから始まった。彼はNFLニューヨーク・ジャイアンツで新任のヘッドコーチ、ジム・リー・ハウエルのもと、後にオフェンシブコーディネーターと呼ばれるポジションに就いた。3年目のシーズン、ロンバルディは若いディフェンシブコーディネーターのトム・ランドリーらとともにジャイアンツをチャンピオンシップチームに仕立て上げ、シカゴ・ベアーズを破り1956年シーズンのリーグタイトルを勝ちとった。ロンバルディはフランク・ギフォードを重用し、オフェンスではハーフバック、ディフェンスではロンバルディオリジナルのポジション、ディフェンシブ・ハーフバックとしてプレイさせた。

### グリーンベイ・パッカーズ
1959年1月、ヴィンス・ロンバルディは45歳の時にグリーンベイ・パッカーズのヘッドコーチ兼ゼネラルマネージャーとして招聘された。グリーンベイ・パッカーズは1958年シーズン、1勝10敗1分けという成績だった。ロンバルディは厳しいトレーニング計画を作成し、絶対的な献身と努力を選手達に求めた。1959年シーズン、パッカーズは改善され、7勝5敗でシーズンを終えた。
ロンバルディは就任2年目の1960年シーズン、パッカーズを率いてNFLチャンピオンシップゲームに進出した。しかし、試合終了直前、エンドゾーンまで9ヤードの地点でパッカーズのフルバック、ジム・テイラーはチャック・ベドナリクに止められ敗北した。『When Pride Still Mattered』によれば、敗戦後ロンバルディはチャンピオンシップゲームでの敗戦は受け入れ難いと述べ、その後彼の指揮する間二度と繰り返されることはなかった（彼は後の9回のポストシーズンゲームをすべて勝利した）。
試合の直後、ロンバルディはかつて彼が理想とした職である、ニューヨーク・ジャイアンツのヘッドコーチになる機会があった。熟慮の末彼は断ることにし、ジャイアンツは代わりにアリー・シャーマンを招聘した。パッカーズはNFLタイトルを賭けジャイアンツと対戦し、1961年シーズンに37対0、1962年シーズンにはヤンキー・スタジアムで16対7で勝利し、ロンバルディが指揮した9年間で獲得した5つのタイトルのうちの最初の2つになった。彼のその他のポストシーズンでの敗戦は1964年シーズン後のプレイオフボウル（3位決定戦）でセントルイス・カージナルズに敗れたものであるが、これはエキシビションゲームに位置付けられている。

#### ロンバルディ・スウィープ
パッカーズのコーチ時代、ロンバルディはノートルダム大学出身のクォーターバックでハイズマン賞を受賞したポール・ホーナングをハーフバックにコンバートした。ロンバルディはホーナングのためのプレイをデザインした。これは古典的なシングルウィングフォーメーションのコンセプトである、右のオフェンシブラインメンがアウトサイドをスウィープしダウンフィールドでブロックを行う（プルガード）というものを元にしており、「ロンバルディ・スウィープ」または「パッカー・パワースウィープ」と呼ばれるようになった。このプレイは元々は彼がジャイアンツコーチ時代にフランク・ギフォードのために考案したものだった。

### アイスボウル
アメリカンフットボール史の中でもっとも有名な試合の1つ。1967年12月31日、ロンバルディのパッカーズがダラス・カウボーイズをグリーンベイに迎えた一戦で、後に「アイスボウル」（Ice Bowl）と呼ばれるようになった。試合終了まで残り16秒、3点ビハインドだったパッカーズは3rdアンドゴール、ダラス陣1ヤードの地点で最後のタイムアウトをとった。その前のハーフバックのドニー・アンダーソンによる2プレイ（44ダイブ）はいずれもゲインできなかった。
当初ショートヤードをゲインするために用意されたQBバート・スターがフルバックのチャック・マーセインにハンドオフするプレイ（31ウェッジ）をロンバルディは考えていたが、QBのバート・スターはゴール前が凍っているため足元がかなり不安定だと感じており、自身によるクォーターバックスニークを提案した。ロンバルディはこれに同意しFGによる延長戦ではなくこのプレイで決着をつけようとスターをフィールドに送り出した。センターのケン・ボウマンと右ガードのジェリー・クレイマーがダラスの左のディフェンシブタックル、ジェスロ・ピューをブロック、スターはこの試合2個目のタッチダウンを奪い、勝利した。ボールを受け取ろうとしたマーセインの手は空を切り、彼はそのまま突っ込み、結果的にスターのスニークを助けることになった。ロンバルディはなぜフィールドゴールを選択して同点を狙わなかったのかについて説明する中で、「我々は賭けに出、そして勝った」と語った。2週間後、パッカーズは第2回スーパーボウルにおいてオークランド・レイダースを下して優勝した。これがロンバルディのパッカーズヘッドコーチとしての最後の試合になった。

### ワシントン・レッドスキンズ
ロンバルディは1967年シーズンをもってパッカーズのヘッドコーチを退き、1968年シーズンはゼネラルマネージャーに留まった。彼は後任のヘッドコーチとして、彼のアシスタントコーチを長く務めたフィル・ベングソンを指名したが、チームは6勝7敗1分けでシーズンを終え、プレーオフ進出はならなかった。1969年シーズン、ロンバルディはそれまで14シーズン連続で勝ち越していなかったワシントン・レッドスキンズのヘッドコーチに就任し、7勝5敗2分けの成績を収めた。
ロンバルディはチームのユニフォームデザインをパッカーズの影響を受けたものに変更した。ジャージの袖を金と白で縁取り、後に金色のヘルメットに、有名なパッカーズの「G」モノグラムに似た丸の中に「R」を描いたものにした。ロンバルディが作ったチームの土台は1970年代初期に元ロサンゼルス・ラムズコーチのジョージ・アレンの下でのレッドスキンズの成功の基礎となった。

## 病気と死
1970年6月の終わり、ロンバルディは体調の変化を感じ、ワシントンでの2年目のシーズンのトレーニングキャンプに入る数週間前に大腸癌と診断された。長い間消化器系の問題に悩まされていたロンバルディは大腸内視鏡検査のために病院に行くことを避けていたため発見が遅れた。彼はジョージタウン大学で診察を受けたが、その頃には癌は大腸から肝臓、腹膜、およびリンパ節にまで転移していた。処置した腫瘍学者は、これまでに見たもっともひどい症状だったと語った。ロンバルディは10週間後の1970年9月3日に57歳で死去した。
9月7日にニューヨークのセント・パトリック大聖堂で行われた葬儀には多くに人々が参列した。名誉棺側付添人には、バート・スター、ポール・ホーナング、ウィリー・デービス、トニー・カナデオ、ウェリントン・マーラ、ディック・ブルギニョン、およびエドワード・ウィリアムズが名を連ねた。『The People』の記事による限りではニクソン大統領は電報で弔辞を送ったという。
ロンバルディの死から1週間後、NFLのスーパーボウルトロフィーは彼に敬意を表し、ヴィンス・ロンバルディ・トロフィーと名づけられ、第5回スーパーボウルから授与された。1971年にはプロフットボール殿堂に祭られた。
ヴィンス・ロンバルディは、ニュージャージー州ミドルタウンにあるMount Olivet Cemeteryの、彼の妻と両親の隣に埋葬された。

## 人物
ヴィンス・ロンバルディはNFLを代表する人物となった。1962年12月22日、タイム誌の『60年代のスポーツ』特集号において、NFLの顔として彼が表紙を飾った。ロンバルディの下でプレイした選手達は彼を深く敬愛し、彼のハードワークと献身を賞賛した。
さらに、ロンバルディはプロフットボール史に大きな足跡を残し、彼のコーチング哲学やモチベーションを上げさせるスキルは伝説的になった。ロンバルディは何よりも勝利を第一とすることで有名であり、後に繰り返し引用される多くの発言を残した（#主な発言参照）。「ロンバルディタイム」とは常に予定より10-15分早く到着しなければならず、それより遅れればそれは遅刻とみなすという理念を表す言葉となった。またフットボール界にとどまらず彼の名言は今でもアメリカのビジネス界でたびたび引用されている。
ロンバルディはNFLにゾーンブロッキングのコンセプトを導入した。ゾーンブロッキングは、それまでの常識だったオフェンシブラインメンが個別にマンツーマンでブロックするのではなく、1つのユニットとしてブロックを行うものである。ランニングバックはゾーンブロッキングで作られたどのホールにでも走れるよう指示された。ロンバルディはこれを「running to daylight」（すき間へ走る）と呼んだ。
彼の息子のヴィンス・ジュニア及び元パッカーズのジェリー・クレイマーの伝記をもとにロバート・デニーロ主演で映画が制作されることが決まり2012年のスーパーボウル頃に公開予定となっている。
孫のジョー・ロンバルディは空軍士官学校でたタイトエンドとしてプレーした後、フットボールコーチとなり、NFLチームでも長年アシスタントコーチを務めている。2023年からデンバー・ブロンコスの攻撃コーディネーターを務めている。

### 主な栄典

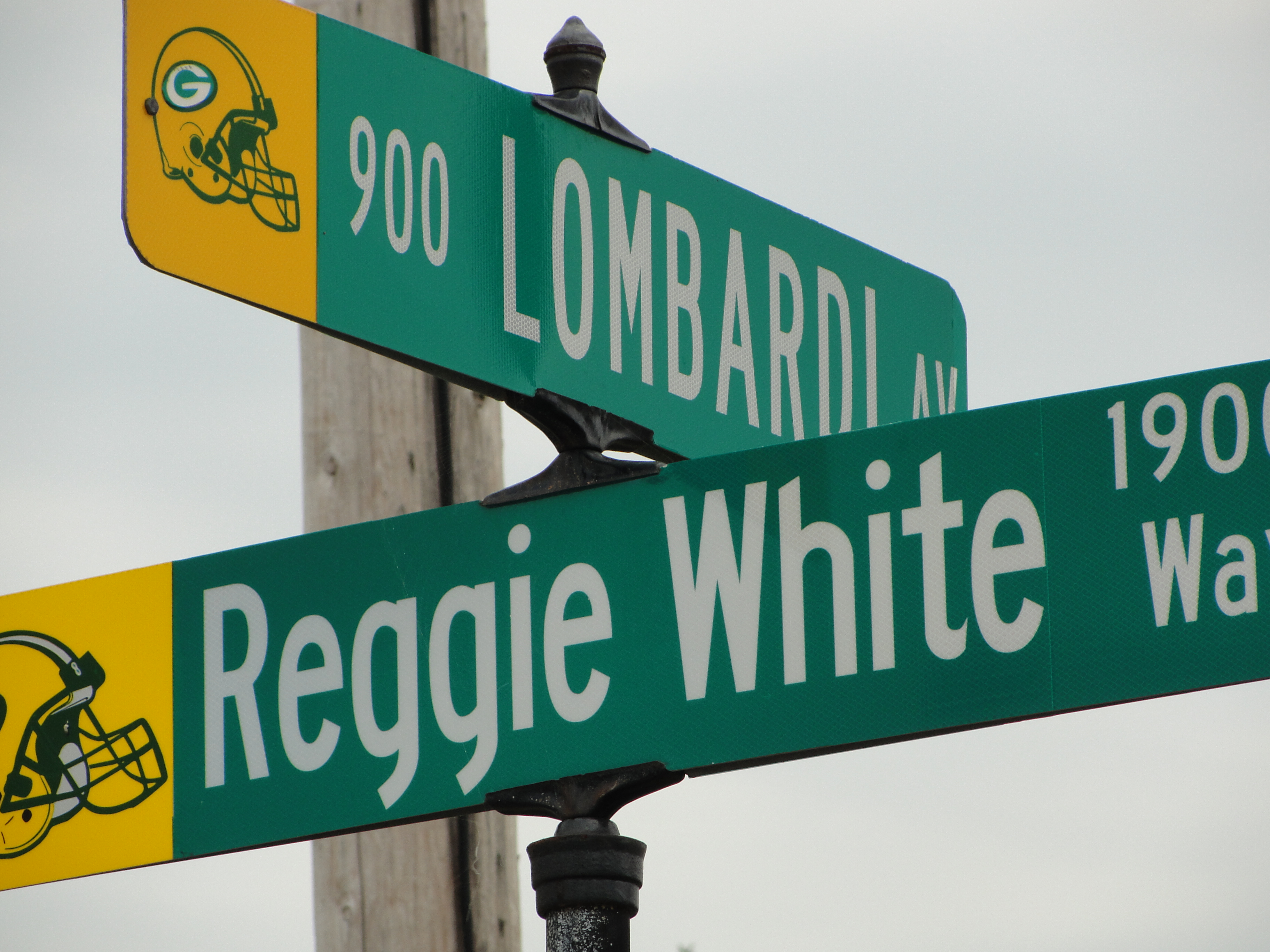
グリーンベイのロンバルディ・アベニュー

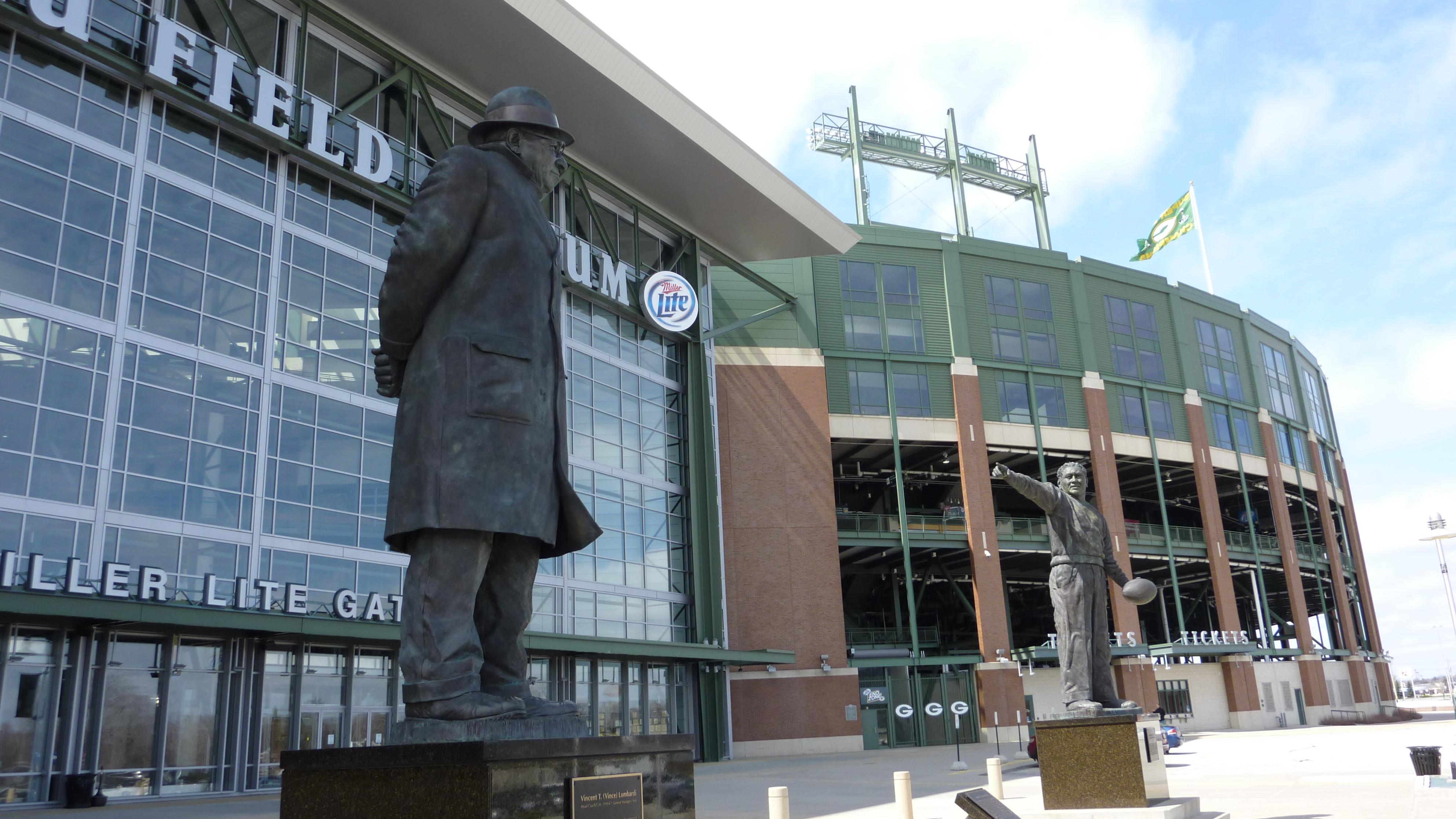
ランボー・フィールドのロンバルディ像

- 1967年、グリーンベイ・パッカーズのホームスタジアム、ランボー・フィールドのあるハイランド・アベニューが「ロンバルディ・アベニュー」に改名された。
- ランボー・フィールドの改築時、スタジアムの外の広場に、ロンバルディの像が設置された。彼がサイドラインに立っていたときの、オーバーコートを着てフレー・ブックを握っている姿が模されている。
- 1972年、グリーンベイ南西の学区に新しくできた中学校（junior high school、のちmiddle school）は「ヴィンス・T. ロンバルディ・ジュニアハイ（ミドル）スクール」と名づけられた。
- ニューヨーク州ブルックリンのシープスヘッドベイ・ロードおよび東14番ストリート近くに、ヴィンス・ロンバルディ・スクウェアがあり、その歩道に記念額が設置されている。
- またブルックリンのベンソンハースト地域には非公式ながらヴィンス・ロンバルディ・パブリックスクールがあり、ベンソンハースト地域をはしる16番アベニュー全体が「ヴィンス・ロンバルディ・ブールヴァード」と呼ばれている。
- ジョージタウン大学のロンバルディ総合がんセンターは彼にちなんで名づけられた[7]。
- フォーダム大学のヴィンス・T. ロンバルディ・センターは彼にちなんで名づけられた。
- ロータリー・ロンバルディ賞（英語版）は、毎年カレッジフットボールにおいてもっとも優秀なラインマンあるいはラインバッカーに対して授与される。
- ロンバルディはボーイスカウトアメリカ連盟より、シルバー・バッファロー章を授与された。
- 彼の死後間もない1970年9月、NFLは毎年スーパーボウル優勝チームに与えられるトロフィーをヴィンス・ロンバルディ・トロフィーと名づけた。

## 主な発言
“If it doesn't matter who wins or loses, why do they keep score?”
「勝敗は関係ないというなら、なぜ彼らはスコアをつけるのかね?」
“We didn't lose, we just ran out of time.”
「負けたのではない。時間が無くなっただけだ。」